# Stenobatyle inflaticollis
Stenobatyle inflaticollis là một loài bọ cánh cứng trong họ Cerambycidae.